# كارلو فانزينا
كارلو فانزينا (بالإيطالية: Carlo Vanzina)‏ هو مخرج أفلام، وكاتب سيناريو إيطالي، ولد في روما في 13 مارس 1951، وتوفي في روما في 8 يوليو 2018.